# Go to Sleep
Go to Sleep — пісня англійського рок-гурту Radiohead, випущена 18 серпня 2003 року як другий сингл з їхнього шостого студійного альбому Hail to the Thief. Вона посіла друге місце в Canadian Singles Chart, дев'яте місце в Italian Singles Chart, і 12 місце в UK Singles Chart.

## Композиція
«Go to Sleep» написана з використанням тактових розмірів 4/4 і 6/4. У пісні присутній «заїкаючий» гітарний звук, створений Джонні Ґрінвудом. Також Radiohead випустили концертну версію, записану в Осаці, для благодійної організації «War Child» у 2004 році.

## Музичне відео
На пісню «Go to Sleep» вийшов CGI-анімаційний кліп режисера Алекса Раттерфорда. У ньому співак Том Йорк сидить у парку, а повз нього швидко проходять люди в ділових костюмах. Класичні будівлі спонтанно руйнуються і знову збираються в сучасному стилі.

## Трек-лист

### UK versions
CD 1 CDR6613
1. «Go to Sleep»
2. «I Am Citizen Insane»
3. «Fog (Again)» (Live)

CD 2 CDRS6613
1. «Go to Sleep»
2. «Gagging Order»
3. «I Am a Wicked Child»

12" 12R6613
1. «Go to Sleep»
2. «I Am Citizen Insane»
3. «I Am a Wicked Child»

### US version
CD 52953 випущено 3 вересня 2003 Capitol Records
1. «Go to Sleep»
2. «Gagging Order»
3. «I Am a Wicked Child»

7" R-19218
1. «Go to Sleep»
2. «I Am Citizen Insane»

### Canada version
CD
1. «Go to Sleep»
2. «I Am Citizen Insane»
3. «Fog (Again)» (Live)

## Персоналії
- Том Йорк — вокал, гітара
- Джонні Ґрінвуд — гітара, лептоп, іграшкове піаніно
- Ед О'Браєн — гітара, бек-вокал
- Колін Ґрінвуд — бас
- Філ Селвей — барабани, бек-вокал